# Moholy-Nagy László

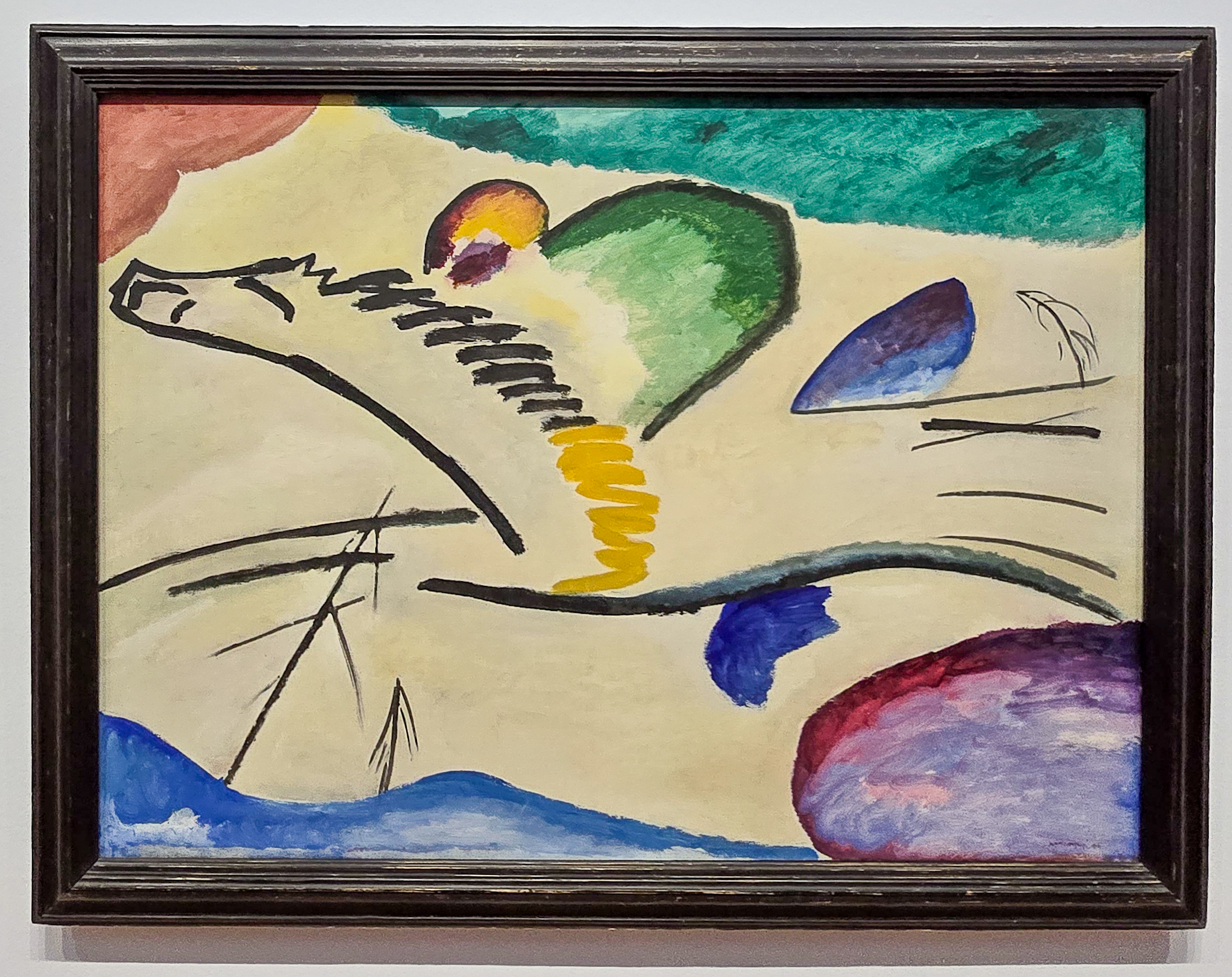
A nagy érzelmi gépezet (1920) - festménye a hágai Kunstmuseumban

Moholy-Nagy László (1909-ig Weisz) (Bácsborsód, 1895. július 20. – Chicago, 1946. november 24.) magyarországi zsidó születésű fotográfus, konstruktivista festő, ipari formatervező, a Bauhaus iskola kiemelkedő tanára, a kísérleti filmek egyik magyar úttörője. Könyveket és cikkeket is írt.
Vezetéknevének ejtése: moholi-nagy [ˈmoholiˌnɒɟ]

## Fiatalkora
Weisz Lászlóként zsidó családban született.
Miután édesapja, Weisz Lipót az ő születése idején elhagyta a családot, 1910-ben nagybátyja, dr. Nagy Gusztáv pártfogásába vette őket.
Ő és testvérei is Moholra, majd 1905-ben Szegedre költöztek, ahol az Állami Főgimnáziumba íratták (melyben Babits Mihály is tanította).
Vezetéknevüket – 1910-ben, nagybátyjuk (Nagy Gusztáv) tiszteletére – ő és testvérei a Nagyra változtatták. Később a "Moholy"-t adta még a vezetéknevéhez. 
Első művészi próbálkozásai sikeresnek bizonyultak, 1913-ban a Szegedi Napló leközölte néhány költeményét. Érettségi után Budapestre költözött, ahol jogot kezdett tanulni, de a világháború közbeszólt.
1916-ban tüzérségi megfigyelőnek sorozták be a Magyar Királyi Hadseregbe. A keleti frontra vezényelték, ahol több száz rajzot készített a frontélet mindennapjairól; mappalapokra, tábori levelezőlapokra, melyeket kezdetben a frontról, majd miután 1917-ben megsebesült, az odesszai katonai kórházból küldözgetett haza.
1918-ban leszerelt, s hazatért Budapestre folytatni jogi tanulmányait, de záróvizsgáit már nem tette le, a félév végén otthagyta az egyetemet. Még abban az évben mutatkozott be először a nagyközönség előtt, műveit a Hadviselt Művészek című kiállítás keretében állították ki.
Ebben az időben a festészet mellett a Jelenkor című újságba is írogatott.

## Emigrációban Európában
1919 márciusában ő is aláírta a magyar aktivisták közös forradalmi nyilatkozatát, de a Tanácsköztársaság eseményeiben nem vett részt. Időközben ismét nevet változtatott, vezetékneve elé odabiggyesztette szeretett nagybátyja lakóhelyének, Moholnak a nevét is, így innentől kezdve rajzait, festményeit és egyéb műveit már a „Moholy-Nagy” szignóval látta el. A kommün bukása után, a retorzióktól tartva Bécsbe menekült, ahol hamarosan csatlakozott Kassákhoz és a többi emigráns magyar művészhez, íróhoz, velük együtt utazott tovább Berlinbe, 1920 elején.
1920 áprilisában ott ismerkedett meg Lucia Schultzcal, későbbi feleségével, ő vezette be a fotográfia művészi világába. 1921-ben házasodtak össze.
1922 februárjában a Der Sturm galériában Péri Lászlóval közösen rendezett kiállítása zajos sikert aratott, neve hamar ismertté vált szerte a városban és az országban. Szintén ebben az évben jelent meg Kassákkal közösen szerkesztett írása, az Új művészek könyve. Moholy-Nagy művészeti illusztrációs anyaggal látta el Kassák Lajost és Kállai Ernőt a Ma, Tett, Die Aktion, Der Sturm folyóiratokban.
Sikerének tudható be, hogy Walter Gropius őt kérte fel 1923-ban a távozó Johannes Itten helyére a weimari Bauhaus oktatói közé. Olyan művészek közé került, mint Paul Klee, Vaszilij Kandinszkij, Oskar Schlemmer, és bár mellettük ő ismeretlennek számított, mégis a Bauhaus eszmeiségének egyik védjegyévé vált. 1921 és 1928 között két könyvet is írt, Festészet, fényképészet, film (1925) valamint Az anyagtól az építészetig (1927) címmel, illetve a Bauhaus színháza című kötet társszerzője is volt.
1928 mozgalmas év volt az életében, Walter Gropiusszal együtt otthagyta a Bauhaust, elvált feleségétől, és visszaköltözött Berlinbe, ahol fotográfiai, tipográfiai és reklámgrafikai munkákat vállalt, miközben színházi díszleteket is tervezett (Hoffmann meséi, Berlini kalmár, Pillangókisasszony), szabadidejében pedig fény-alakítási problémákkal foglalkozott.
1929-ben belekóstolt a filmezésbe, leforgatta élete első nagyobb lélegzetű filmjét Marseille, régi kikötő címen. 1931-ben a fény-alakítási problémák mintegy megoldásaként alkotja meg a fény-tér-modulátort (Lichtrequisit), ami egy kinetikus plasztika, fém és műanyag szobor – a rá vetülő fény pedig a környező falakon színes fényjátékot teremt. Ez ihlette Fekete-fehér-szürke (1932) és a Nagyvárosi cigányok (1932) című filmjeit is.
1931 végén ismerte meg Sybille Pietzscht, akivel 1933-ban házasodtak össze, első lányuk, Hattula is ebben az évben született. A nácizmus előretörése miatt 1934-ben Amszterdamba költöztek, ahol Moholy-Nagy egy helyi nyomda tipográfiai tanácsadójaként helyezkedett el. A munkahelyén foglalkozott életében először színes fotográfiával. Második lánya, Claudia már ott született.
Mivel nem érezték túlzottan jól magukat, 1935 májusában Londonba költöztek tovább, ahol már egy sokkal izgalmasabb élet várta. A design szinte minden területén kipróbálta magát, a kirakattervezéstől egészen a filmdíszlet-tervezésig (a szintén magyar származású Korda Sándor Eljövendő dolgok c. filmjéhez) mindenbe belekóstolt, miközben három fotóalbuma is megjelent.
1936-ban az egyik aláírója volt Tamkó Sirató Károly Dimenzionista manifesztumának.

## New Bauhaus
1937 nyarán Gropius javaslatára felkérték az időközben a tengerentúlra áttelepült Bauhaus-iskola, új nevén a New Bauhaus irányítására. Júliusban költöztek át Amerikába, a főiskola 1937 októberében nyitotta meg kapuit Chicagóban.
Korábbi aggodalmai 1938-ban beigazolódtak, amikor alkotásai „elfajzott művészetnek” minősültek és az összes német galériából és múzeumból eltávolították őket.
1939-ben Moholy-Nagy néhány munkatársával, komoly tőke nélkül alapította meg a School of Design intézetet szintén Chicagóban, amely Institute of Design néven 1944-ben főiskolai rangra emelkedett. Az intézménynek egészen két évvel később bekövetkezett haláláig vezetője volt.
Több rosszullét után 1945-ben került először kórházba, ahol az orvosok leukémiát diagnosztizáltak nála. Mivel a kor még nem ismert semmiféle gyógymódot a betegség leküzdésére, alig több mint egy évvel a szintén leukémiában megbetegedett Bartók Béla halála után, 1946. november 24-én ő is elhunyt. Hamvait Chicagóban temették el, sírja felett Walter Gropius mondott gyászbeszédet.
1947-ben Vision in Motion címmel megjelent posztumusz munkája pedagógiai programjának, művészeti célkitűzéseinek összességét foglalja magában.

## Emlékezete

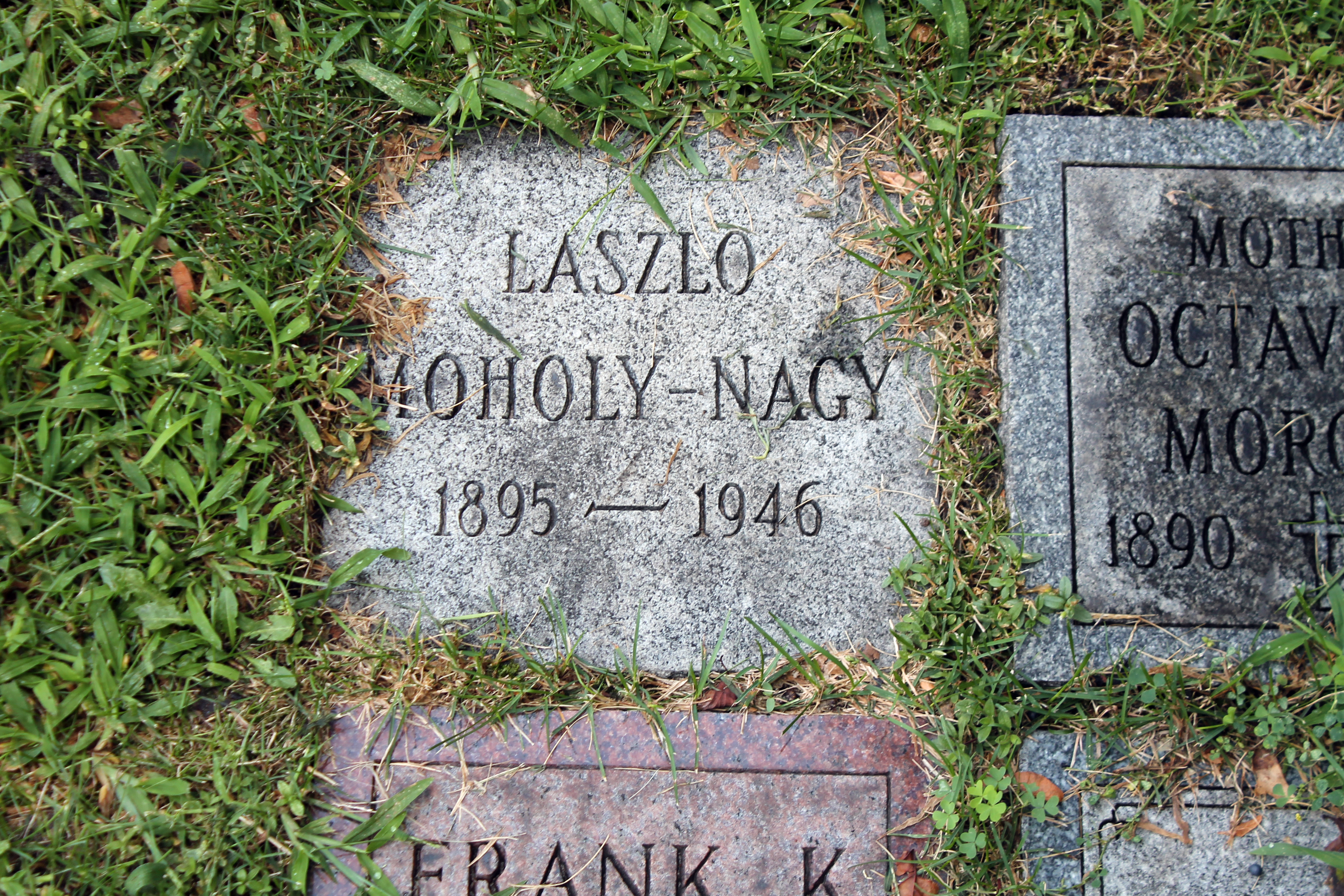
Sírja Chicagoban

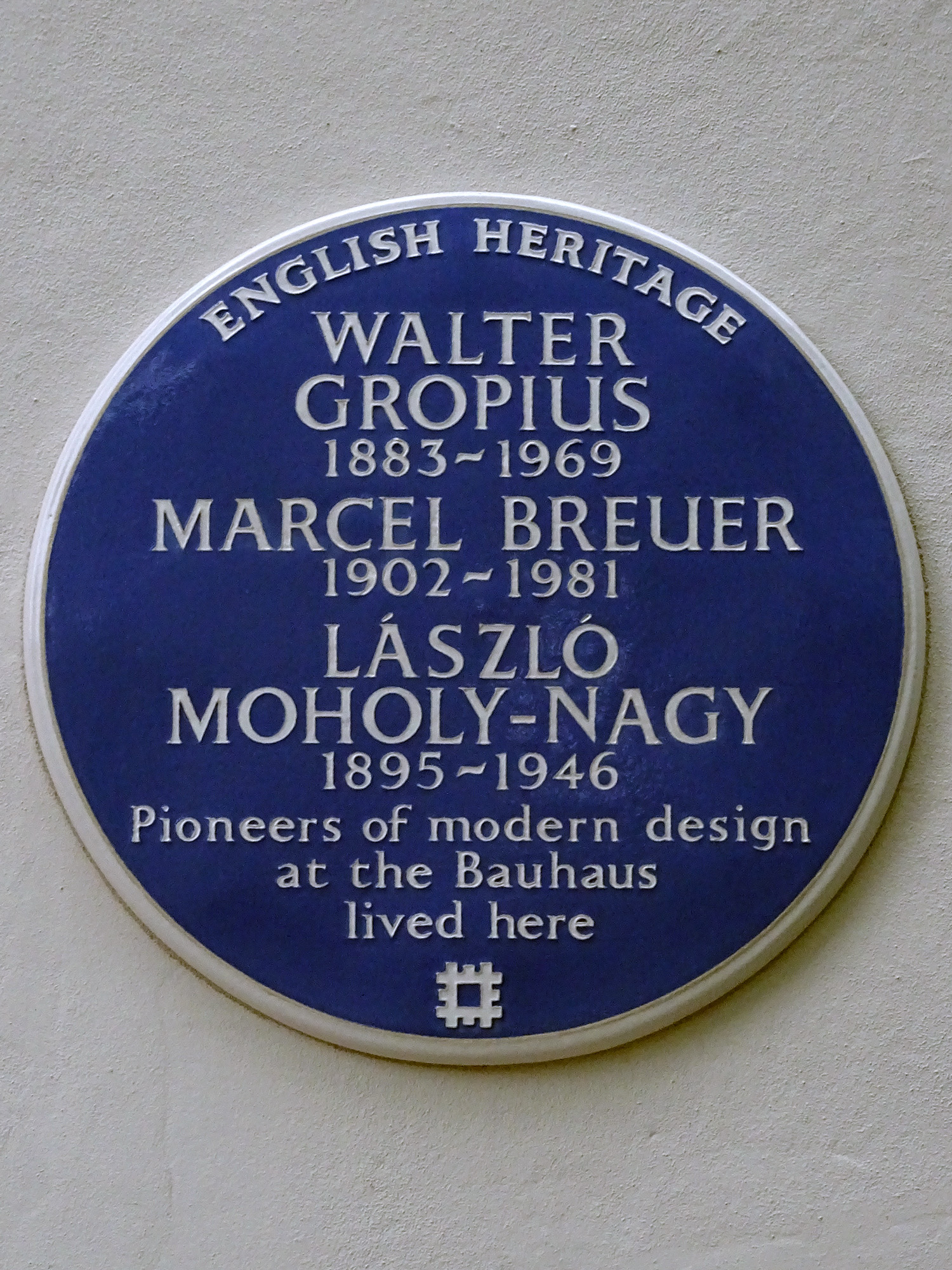
Emléktáblája Londonban (Walter Gropius és Breuer Marcell neve is szerepel rajta

- Emléktáblája áll Londonban, Szegeden és Adán.
- 2006-ban a 125 éves Magyar Iparművészeti Egyetem fölvette a nevét és Moholy-Nagy Művészeti Egyetemként működik tovább. Ugyanitt díjat neveztek el róla: Moholy-Nagy-díj.

## Kötetei
- Új művészek könyve; szerk. Kassák Lajos, Moholy-Nagy László; J. Fischer, Wien, 1922
- Molnár Farkas munkái. 1923-1933; bev. Moholy-Nagy László; Egyetemi Ny., Bp., 1933 (Új építés)
- Az anyagtól az építészetig; ford. Mándy Stefánia, utószó Otto Stelzer, Hans M. Wingler, Vámossy Ferenc; Corvina, Bp., 1973
- Új művészek könyve; szerk. Kassák Lajos, Moholy-Nagy László, utószó Körner Éva; hasonmás kiad. 1922; Magyar Helikon–Corvina, Bp, 1977
- Festészet, fényképészet, film; utószó Otto Stelzer, magyar utószó Bíró Yvette, ford. Mándy Stefánia; Corvina, Bp., 1978
- Oskar Schlemmer–Moholy-Nagy László–Molnár Farkas: A Bauhaus színháza; utószó Walter Gropius, magyar utószó Kocsis Rózsa, ford. Kemény István; Corvina, Bp., 1978
- A festékektől a fényig; Kriterion, Bukarest, 1979 (Téka)
- 100 fotó; szerk. Kolta Magdolna, szöveg Hattula Moholy-Nagy, Kincses Károly; Magyar Fotográfiai Múzeum–Pelikán, Kecskemét–Bp., 1995 (A magyar fotográfia történetéből)
- Látás mozgásban; szerk. Beke László et al.; Műcsarnok–Intermedia, Bp., 1996
- Új viszonylatok; szerk. Kürti Emese; Ludwig Múzeum Baráti Köre Egyesület, Bp., 2011

## Képek: Veszprém, László-Galéria

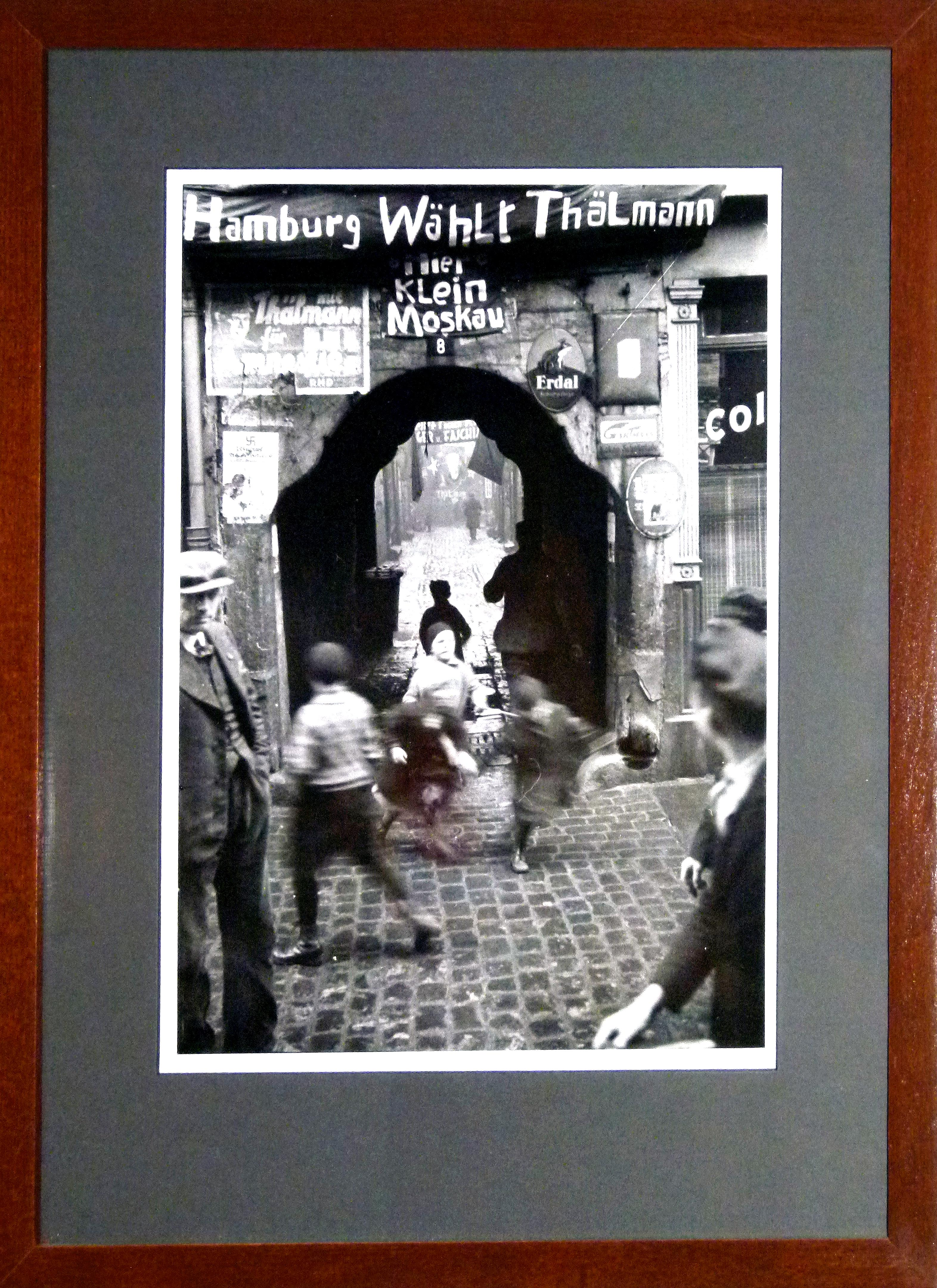
Fotó 01.
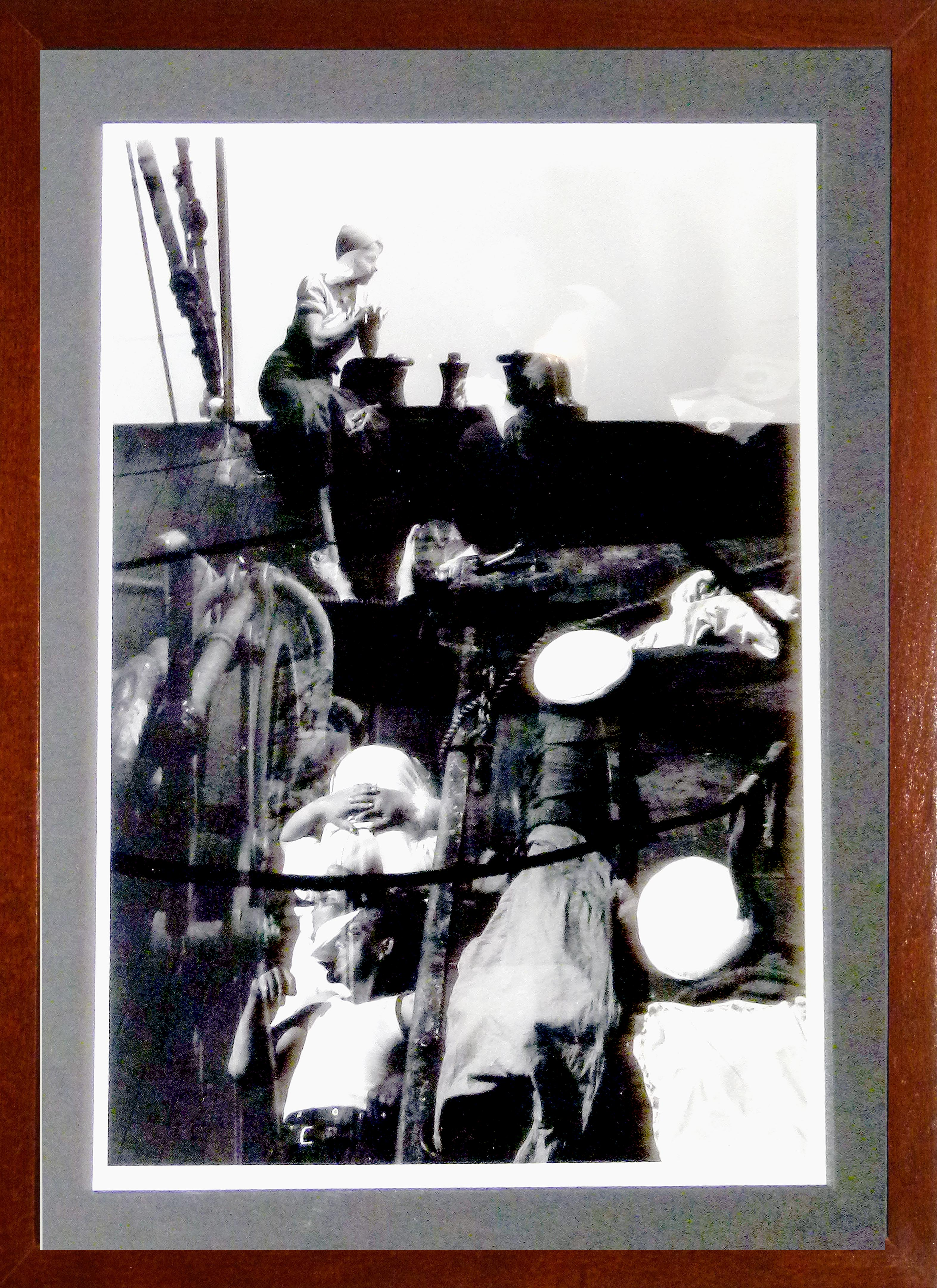
Fotó 41.